# Plešivica (gmina Sežana)
Plešivica – wieś w Słowenii, w gminie Sežana. W 2018 roku liczyła 75 mieszkańców.